# Karel Sudimír Šnajdr
Karel Sudimír Šnajdr, vlastním jménem Karl Agnel Schneidr (14. prosince 1766 Hradec Králové – 17. května 1835 Smidary), byl obrozenecký básník, který psal česky a německy.

## Život

### Mládí a kariéra úředníka
Narodil se v rodině purkmistra a zchudlé šlechtičny. Absolvoval královéhradecké gymnázium a pokračoval ve studiích jazyků a filozofii v Praze, Lipsku, Halle a Göttingenu. Od roku 1786 studoval v Praze práva. Po vykonání soudních zkoušek v roce 1792 pracoval jako radní při královéhradeckém magistrátě a jako justiciár na různých panstvích.
V letech 1803-1806 přednášel v Praze na univerzitě estetiku a klasickou filologii, kromě toho vykonával právnickou činnosti. V letech 1806-1825 působil v Rožďalovicích a Dymokurech, poté ve Smidarech.

### Vztah s Václavem Klimentem Klicperou a dalšími vlastenci
Již za studií v Praze (1786-1792) se přátelil s Josefem Dobrovským, Janem Theobaldem Heldem a dalšími vlastenci a intelektuály té doby.
Blízký vztah Václava Klimenta Klicpery (1792-1859) a Karla Sudimíra Šnajdra se datoval od Klicperova mládí (viz dole "Zajímavost"). V dopisech z let 1825 a 1826 oslovoval Šnajdr Klicperu Milý, drahý příteli a Můj dobrý, milý Věnceslave!. Ve druhém dopisu ho informoval o požáru, který ho připravil o knihy, rukopisy, šatstvo apod. (Dopisy psal Klicperovi německy, ten je pro publikaci přeložil do češtiny.)
Pod vlivem pedagoga a autora českých učebnic Josefa Vojtěcha Sedláčka (1785-1836) a východočeského překladatele a autora Josefa Liboslava Zieglera (1782-1846) nejen přijal vlastenecké druhé křestní jméno Sudimír, ale počeštil si i příjmení ze Schneidr na Šnajdr a začal psát česky. (S plzeňským autorem Sedláčkem se seznámil v Mariánských Lázních, které navštívil v letech 1817, 1818 a 1823.) Při pobytu v Dymokurech se stýkal i s dalšími východočeskými vlastenci, jako byla Magdalena Dobromila Rettigová.

### Rodinný život
Roku 1811, v době, kdy působil v Dymokurech, mu zemřela první manželka (datum a místo jejího narození a svatby prozatím nedohledáno; syn Adolf Gustav Schneider.). Okolo roku 1825 se přestěhoval do Smidar. Zde roku 1828 vyhořel a přišel o většinu majetku. Roku 1830 se oženil podruhé. Téhož roku se stal justiciárem v Městci Králové. Zde podruhé vyhořel a v roce 1832 byl dán do penze. Zbytek života prožil v tísni, navíc ho počátkem roku 1834 postihla mrtvice a následujícího roku téměř ohluchl a oslepl. Zemřel ve Smidarech, podle dobové zprávy po sobě zanechal vdovu a syna. Je pochován na místním hřbitově.
O jeho smyslu pro humor svědčí historka, podle které si přál, aby na jeho marách byl nápis:
"Koho k hrobu nesem, švarný hošík býval neb až k prahu hrobky pil, miloval a zpíval."
Syn Adolf Schneider se navrátil k německému pravopisu svého příjmení a stal se v Lovosicích německy hovořícím a píšícím starostou.

## Dílo

### Z německého autora českým básníkem
Jako básník začínal německými verši. První českou knihu básní vydal až v roce 1823, tj. ve svých sedmapadesáti letech (Okus w básněnj českém. Zbjrka prwnj). Jeho nejznámějším dílem je balada Jan za chrta dán, vypravující o tom, jak pán směnil život svého sluhy Jana za chrta. Příběh byl později převyprávěný Václavem Klimentem Klicperou ve formě divadelní hry. Podle textu básně se měl příběh odehrát v Kozojedech v okrese Jičín.

### Knižní vydání v němčině
- Abschieds-Kantate dem Herrn Professor August Gottlieb Meißner, als er die Prager Universität verließ, von Seinen Freunden und Verehrern gegeben, am 4ten Jänner, 1805 (Kantáta na rozloučenou, hudba J. Wittasek, vydal Gottlieb Haase, Praha, 1805)
- Poetische Versuche, Erster Band (vydali Widtmann, Praha, Anton Doll, Vídeň, 1817)
- Marienbad, ein Cyklus von Gedichten an den fünf Quellen geschrieben im Sommer 1817-1818 (nakladatel neznámý, 1819)

### Knižní vydání v češtině
- Okus w básněnj českém. Zbjrka prwnj (Jan Pospíšil, Hradec Králové, 1823)
- Okus w básněnj českém. Zbjrka druhá (Jan Pospíšil, Hradec Králové, 1830)

### Posmrtná vydání
- Karla Sudimíra Šnaidra Básně (I.L. Kober, Praha, 1869)
- Rukou vetchou (výbor básní, Miroslav Soukup, Praha, 1941)
- Jan za chrta dán a jiné básně (k tisku upravil a doslov napsal František Krčma, vydal Vlastimil Nosek, Jičín 1942)

## Posmrtné vzpomínky
- Na hřbitově ve Smidarech byl v roce 1892 vybudován pomník[12]
- V prvních desetiletích po smrti přinášel tisk běžně vzpomínkové noticky; stého výročí úmrtí Karla Sudimíra Šnajdra vzpomněly v roce 1935 Lidové noviny[13]
- Ulice Šnajdrova je ve Smidarech

## Zajímavost
Časopis Světozor z roku 1874 uveřejnil půvabnou příhodu o vzniku přátelství Karla Sudimíra Šnajdra s Václavem Klimentem Klicperou. Podle ní mladý Klicpera, tehdy ještě krejčovský učedník, nesl v zimě dílo do dymokurského zámku, zabloudil a spadl do jámy, ze které se nemohl dostat. Začal volat o pomoc na kolem jedoucí povoz:
| „                | Povoz se zastavil a pán i kočí jdouce po hlasu vytáhli nebohého zbloudilce, který na polo skřehlý blízek již byl svého zahynutí. ... Vysvoboditel jeho pak nebyl nikdo jiný, než Karel Sudimír Šnajdr, toho času právní na Dymokursku, napotomní básník český a věrný a upřímný přítel Klicperův, dle jehož balady Jan za chrta dán později Klicpera drama téhož jména napsal. | “ |
| — Světozor, 1874 | |   |